# جائزة الصين الكبرى 2024
جائزة الصين الكبرى 2024 (بالصينية: 2024年中國大獎賽) هو سباق فورمولا 1 بتاريخ 21 أبريل 2024 في حلبة شانغهاي الدولية، الصين، وكان السباق 5 من أصل 24 سباقا في بطولة العالم لسباقات الفورمولا واحد موسم 2024. وفي هذا السباق تستأنف سباقات فورمولا 1 في الصين بعد انقطاع لمدة خمس سنوات بسبب القيود الصحية المفروضة منذ جائحة فيروس كورونا.

## ترتيب البطولة قبل السباق
تصدر البطولة قبل السباق السائق ماكس فيرستابين منذ الجولة الافتتاحية للموسم في البحرين برصيد 77 نقطة.
| مركز.  | السائق      | النقاط |
| ------ | ----------- | ------ |
| 1      | فيرستابين   | 77     |
| 2      | بيريز       | 64     |
| 3      | لوكلير      | 59     |
| 4      | ساينز       | 55     |
| 5      | لاندو نوريس | 37     |
| مصادر: |             |        |

| مركز.  | الفريق             | النقاط |
| ------ | ------------------ | ------ |
| 1      | ريد بل-هوندا       | 141    |
| 2      | فريق فيراري        | 120    |
| 3      | ماكلارين-مرسيدس    | 69     |
| 4      | مرسيدس             | 34     |
| 5      | آستون مارتن-مرسيدس | 33     |
| مصادر: |                    |        |

## اختيار الإطارات
مجموعات الإطارات المتاحة لسباق جائزة الصين الكبرى 2024 هي C3، C2 وC4.
| المجموعة | لون | لون | النعل                | الطقس | نوع     | التماسك         | المتانة        |
| -------- | --- | --- | -------------------- | ----- | ------- | --------------- | -------------- |
| صلب C2   | H   |     | أملس (ناعم) (P Zero) | جاف   | إلزامي  | أقل من المتوسط  | متوسط          |
| متوسط C3 | M   |     | أملس (ناعم) (P Zero) | جاف   | إلزامي  | متوسط           | أقل من المتوسط |
| لين C4   | S   |     | أملس (ناعم) (P Zero) | جاف   | اختياري | أعلى من المتوسط | ضعيف           |